# Stadio Alberto Vallefuoco
Lo stadio Alberto Vallefuoco è il principale impianto sportivo del comune di Mugnano di Napoli.

## Storia
Dopo la ristrutturazione del 2006, lo stadio è stato dedicato, il 29 febbraio 2008, ad Alberto Vallefuoco, vittima innocente della camorra ucciso il 20 luglio 1998 a Pomigliano d'Arco. La cerimonia di intitolazione è avvenuta alla presenza del Ministro per le Politiche giovanili e per le Attività Sportive, oltre alle autorità cittadine e provinciali.

## Caratteristiche
L'impianto può ospitare 2.000 spettatori suddivisi in due tribune opposte: quella nord, totalmente coperta, per i sostenitori della squadra casalinga e quella sud, coperta soltanto nel settore centrale, adibita agli ospiti.
Dal 2006 il fondo è in materiale sintetico in luogo della terra battuta.
Presenta la mancanza di spazio all'esterno del campo. Le panchine e la recinzione sono quasi a ridosso delle linee laterali, mentre vi è un muro alle spalle di una delle porte. Nel lato nord, infine, gli spogliatoi per gli atleti a ridosso dell'altra porta.
Nel 2020 sul muro perimetrale esterno dello stadio sono stati realizzati dei murales in ricordo della scomparsa di Diego Armando Maradona.

## Beneficiari
Dopo la ristrutturazione del 2006 lo stadio è stato utilizzato da numerose squadre della provincia di Napoli.